# Rosa Badia Sopeña
María Rosa Badía Sopeña (Barcelona, 1957) es una locutora de radio española. Directora y presentadora de programas, sobre todo en Radio Barcelona, Cadena Ser. Conocida profesionalmente como Rosa Badia.

## Trayectoria
Debutó en Ràdio Manresa, y trabajó en Radio Barcelona de 1978 a 2022.  Participó en los programas de la SER, de diverso formato, de entretenimiento,cultural o informativo puro: Aquí la SER, Fórmula 5, La radio week end, La radio al sol, Lo toma o lo deja, Uno al día, La ruleta Rosa, Galería y Hoy por hoy. En Radio Barcelona presentó en cobertura local, Contrastes (2001), SER a Barcelona (2002), La ràdio que vam sentir (2000-2004), Pantalla rodona (con Jaume Figueres) y Nocturn.
Además de con Figueras, trabajó, entre otros, con Constantino Romero, Jordi Hurtado, Jordi González.También ejerció en Los 40 Principales y Cadena Dial, donde presentó, del 1996 al 1999, La cançó de dial y Qué hace un disco como tú en una radio como ésta. 
También dirigió y presentó Cap nen sense joguina (Ningùn niño sin juguete),un subasta de objetos de famosos que se emitía durante la noche de Reyes, y por que ganó en 2016 la Mención especial Premio Ondas.Además, dirigió Tot és Comèdia (Todo es comedia) para SER Catalunya, por el que ganó el Premio de Medios de Comunicación 2012 del Ayuntamiento de Barcelona. Por ese programa mereció también el Premio Nacional de Comunicación 2020, otorgado por la Generalitat de Cataluña, siendo primera mujer en conseguirlo.
En 2012 formó parte de la exposición, Dones a las ones (Mujeres en las ondas), en el Museu d’Història de Catalunya.
En 2016 publicó el libro Vull tot això (Quiero todo esto), libro en el que, parafraseando el poema de José Agustín Goytisolo, Quiero todo esto, recoge los deseos que, artistas, escriptores, músicos, actores...le mostraron a Rosa en su sección semanal homónima del programa Tot es comedia.
Se jubiló en 2022, año en el que recibió el Premio Buenas Prácticas en Radio de la Asociación de Mujeres Periodistas de Catalunya.Continúa como divulgadora cultural con su podcast, Al teatre amb Rosa Badíay colaborando con programas como, Aquí Catalunya.
En 2024 participó Toresky. El prodigi de la imaginació, documental sobre Josep Torres i Vilata, clave en el nacimiento de la radio, con.producción de LACOproductora y dirección de Cosima Dannoritzer. También en el documental, Dones de la ràdio, dirigido por Neus Sala sobe las profesionales de las ondas en los 100 años de historia de ese medio en Cataluña. Producido por RTVE Cataluña y 3Cat.

## Libros
Vull tot aixo. 79 desitjo per a canviar el món. (Angle Editorial, 2016).ISBN 9788415307389

## Premios
- Mención especial Premio Ondas 2016, por Cap nen sense joguina.[4]
- Premio de Medios de Comunicación 2012 Ciudad de Barcelona, por Tot ès comédia, concedido por el Ayuntamiento de Barcelona. .[15]
- Premio Nacional de Comunicación 2020, otorgado por la Generalitat de Cataluña, siendo primera mujer en conseguirlo.[5]